# Rivière de la Place
Pour les articles homonymes, voir Place et De La Place.
La rivière de la Place est un affluent de la rive est de la rivière Métabetchouane, coulant dans la réserve faunique des Laurentides, dans la région administrative de la Capitale-Nationale, dans la province de Québec, au Canada. Le cours de la rivière traverse les territoires non organisés de Lac-Jacques-Cartier et de Lac-Croche, qui sont respectivement dans les municipalités régionales de comté (MRC) de La Côte-de-Beaupré et de La Jacques-Cartier.
La foresterie constitue la principale activité économique de cette vallée ; les activités récréotouristiques, en second.
La surface de la rivière de la Place (sauf les zones de rapides) est habituellement gelée de la fin novembre au début avril, toutefois la circulation sécuritaire sur la glace se fait généralement de la mi-décembre à la fin mars.

## Géographie
Les principaux bassins versants voisins de la rivière de la Place sont du côté nord la rivière Métabetchouane Est, le ruisseau Liane et le lac Sansoucy. Du côté est, on retrouve le lac F.-X.-Lemieux et la rivière Jacques-Cartier Nord-Ouest. On rencontre du côté sud la rivière Métabetchouane et le lac Croche. Finalement du côté ouest on rencontre la rivière Métabetchouane et le ruisseau des Passes.
La rivière de la Place prend sa source à l’embouchure du lac des Buttes (longueur : 0,3 km ; altitude : 747 m). Enclavé entre des montagnes, ce lac comporte un seul petit ruisseau l'alimentant. L’embouchure du lac des Buttes est située à : 11,6 km au nord-est de la confluence de la rivière de la Place et de la rivière Métabetchouane, à 10,8 km au nord du lac aux Rognons et à 34 km à l'ouest du lac Jacques-Cartier.
À partir de sa source, le cours de la rivière de la Place descend sur 21,8 km, avec une dénivellation de 277 m.
Le cours supérieur de la rivière de la Place commence par 1,2 km vers le sud en traversant sur 0,3 km le lac Lafavry (altitude : 734 m), puis sur 0,4 km le lac du Terrier (altitude : 729 m), jusqu’à son embouchure. Ensuite, elle va 5,0 km vers le sud jusqu'à la décharge (venant de l'est) du lac du Talweg. Elle continue 0,8 km vers le sud en formant un crochet vers l'ouest en coupant sur une centaine de mètres la partie sud du lac des Fourrés, jusqu’à son embouchure. Elle va encore 1,8 km vers le sud en formant un crochet vers l'est en fin de segment, jusqu'à la rive est du lac Neuville. Elle tourne ensuite vers l'ouest sur 1,3 km en traversant le lac Neuville (altitude : 658 m) sur pleine longueur, jusqu’à son embouchure.
La rivière de la Place continue ensuite 2,0 km vers l'ouest en bifurquant vers le sud jusqu'à un ruisseau (venant du sud). Elle continue 6,1 km vers l'ouest en traversant trois séries de rapides en début de segment, jusqu’à un coude de rivière. Elle coute 2,3 km vers l'ouest en formant une grande courbe vers le sud pour contourner une montagne, jusqu'à un coude de rivière. Finalement elle courbe vers le sud-ouest sur 1,3 km vers le t en traversant une série de rapides, jusqu’à sa confluence avec la rivière Métabetchouane (venant du sud-est).
À partir de la confluence de la rivière de la Place, le courant descend la rivière Métabetchouane vers le nord sur 131,5 km jusqu’à la rive sud du lac Saint-Jean ; de là, le courant traverse ce dernier sur 22,8 km vers le nord-est, puis emprunte le cours de la rivière Saguenay via la Petite Décharge sur 172,3 km jusqu’à Tadoussac où il conflue avec l’estuaire du Saint-Laurent.

## Toponymie
L'expression « de la Place » se réfère au patronyme de famille De La Place d'origine française.
Le toponyme « rivière de la Place » a été officialisé le 5 décembre 1968 à la Banque des noms de lieux de la Commission de toponymie du Québec.